# Киев (авианесущий крейсер)
Краснознамённый тяжёлый авианесущий крейсер «Киев» — ТАВКР Северного флота СССР (г. Североморск). Головной корабль проекта 1143.
Всего ТАВКР «Киев» за время эксплуатации в составе Военно-морского флота СССР выходил на 10 боевых служб и принял участие в 8 учениях.
Экипаж крейсера — войсковая часть 30920.

## Строительство
Корабль строился в городе Николаеве на Черноморском судостроительном заводе.
Специально для него была начата модернизация завода. У Северной и Западной достроечных набережных были вырыты котлованы с глубиной отметки 11,25 метра. Из-за скального грунта не удалось достичь планировавшихся 16 метров, поэтому было решено построить новые достроечные набережные для перспективных авианосцев со всей необходимой инфраструктурой. Для удобства прохождения крейсеров проекта 1143 произвели дноуглубительные работы Бугско-Днепровского лиманского канала. На территории завода был построен новый механосборочный цех. Руководство завода приобрело в ФРГ два специальных колёсных трейлера для перевозки крупногабаритных грузов массой до 300 тонн.
На стапеле, где происходила постройка «Киева», были заменены два башенных крана на более грузоподъёмные (до 75 тонн).
Черноморским судостроительным заводом был изготовлен в натуральную величину макет отсека корабля с участком полётной палубы, из которого был оборудован испытательный стенд в Летно-исследовательском институте в городе Жуковском.
21 июля 1970 г. крейсер, получивший название «Киев», был заложен на крупнейшем на тот момент в Европе стапеле № 0. На закладочной серебряной доске в районе днищевых секций ГЭУ было написано:
```
«Противолодочный крейсер с авиационным вооружением КИЕВ. Создан советским народом для обеспечения безопасности и защиты государственных интересов Союза Советских Социалистических Республик».
```

Строительство крейсера велось методом разделения на 10 строительных районов. Стапельную сборку осуществляли пирамидальным способом из предварительно собранных и сваренных на околостапельной площадке секций. В среднем на строительстве корабля ежедневно работало порядка 1500 человек.
Министр обороны, маршал А. А. Гречко, много сделал для строительства современного ВМФ, «пробивая» через правительство необходимые средства. В июне 1971 года во время визита 5-ю Средиземноморскую эскадру офицеры стали свидетелями разговора между министром и главкомом ВМФ С. Г. Горшковым. Гречко тогда сказал: «Построим тяжелый авианесущий крейсер «Киев» — и можно уходить на пенсию...».
Спуск ТАВКР «Киев» на воду состоялся 26 декабря 1972 года. Крейсер был отведён к достроечной стенке завода для продолжения строительства. В тот же день на Черноморском судостроительном заводе заложили однотипный с ним второй ТАВКР — «Минск» (зав. № 102).
В июле 1974 года начались швартовые испытания отдельных систем: противопожарных, механизмов главных энергетических установок.
В октябре 1974 — апреле 1975 гг. проводились комплексные швартовые испытания уже всего корабля.
15 апреля 1975 года над крейсером был поднят Военно-морской флаг СССР.
17 апреля 1975 года крейсер убыл на ходовые испытания в Севастополь. Строительство продолжалось 5 лет 5 месяцев и 5 дней.

## Испытания
Корабль получил бортовой номер «852», который первоначально был нарисован на надстройке.
01.12.1973 года на аэродроме Саки, согласно директиве ГШ ВМФ от 19.03.1973 г. и приказу ГК ВМФ СССР от 15.09.1973 г., начато формирование 279-го отдельного корабельного штурмового авиационного полка. Это был первый в истории СССР авиационный полк палубных самолётов вертикального взлёта и посадки. Формирование полка и обучение личного состава продолжалось до 1975 года. Первый самостоятельный вылет выполнил 3 марта 1975 года летчик-инспектор боевой подготовки Авиации ВМФ полковник Ю. Н. Козлов. Первые штатные 10 Як-36М поступили в полк в ноябре.
Аэродром Саки был выбран в качестве базового для авиагруппы СВВП. В 1974 году была сформирована группа из 10 лётчиков и команда из инженерно-технического персонала для эксплуатации Як-36М. На аэродроме изготовили специальные площадки для выполнения висения, вертикальных взлётов и посадок, площадки для гонки двигателей и техническую позицию.
18 мая 1975 года на рейде Бельбека возле Севастополя летчик-испытатель ЛИИ МАП Олег Григорьевич Кононенко впервые посадил серийный самолет Як-36М на палубу крейсера. Вторым сел опытный Як-36М № 04 — лётчик-испытатель НИИ ВВС полковник В. П. Хомяков. Всего планировалась посадка трёх машин, но третий самолёт из-за отказа в канале САУ сел «по-самолётному» на аэродроме Саки.
15.12.1975 года состоялась первая полноценная лётная смена на Як-36М с аэродрома Саки, а 06.04.1976 г. — первые полеты с палубы ТАКР «Киев».
С 16 июля по 10 августа 1976 года «Киев» с пятью боевыми Як-36М и одним учебным Як-36МУ совершил переход к месту своего постоянного базирования на Северном флоте (Североморск). В Средиземном море состоялись первые за пределами СССР полеты Як-36М. Всего за время перехода было выполнено 45 полётов с палубы корабля.
04.11.1976 года в Саках сформирован 299-й инструкторско-исследовательский корабельный авиационный полк ВМФ в/ч 10535 на самолётах Як-36М и МиГ-21. Целью данного формирования являлось инструкторско-исследовательская работа по СВВП. На формирование полка были задействованы кадры из 279-го ОКШАП СФ.
На Севере в августе—декабре 1976 года были проведены государственные испытания крейсера второго этапа — ударного ракетного комплекса «Базальт», комплексные испытания радиоэлектронного вооружения в составе корабельной группы, групповые полеты, а также мореходные испытания корабля. Постановлением Совета министров СССР в феврале 1977 года ТАВКР «Киев» был принят на вооружение ВМФ СССР.
11 августа 1977 года, Постановлением ЦК КПСС и СМ СССР № 644-210 самолёт Як-36М был принят на вооружение авиации ВМФ под обозначением Як-38. Согласно приказу Министра обороны № 196 от 15 октября 1978 года, двухместный учебно-тренировочный вариант получил наименование Як-38У.

## Служба
Место постоянного базирования крейсера — Мурманск-35 (Североморск).

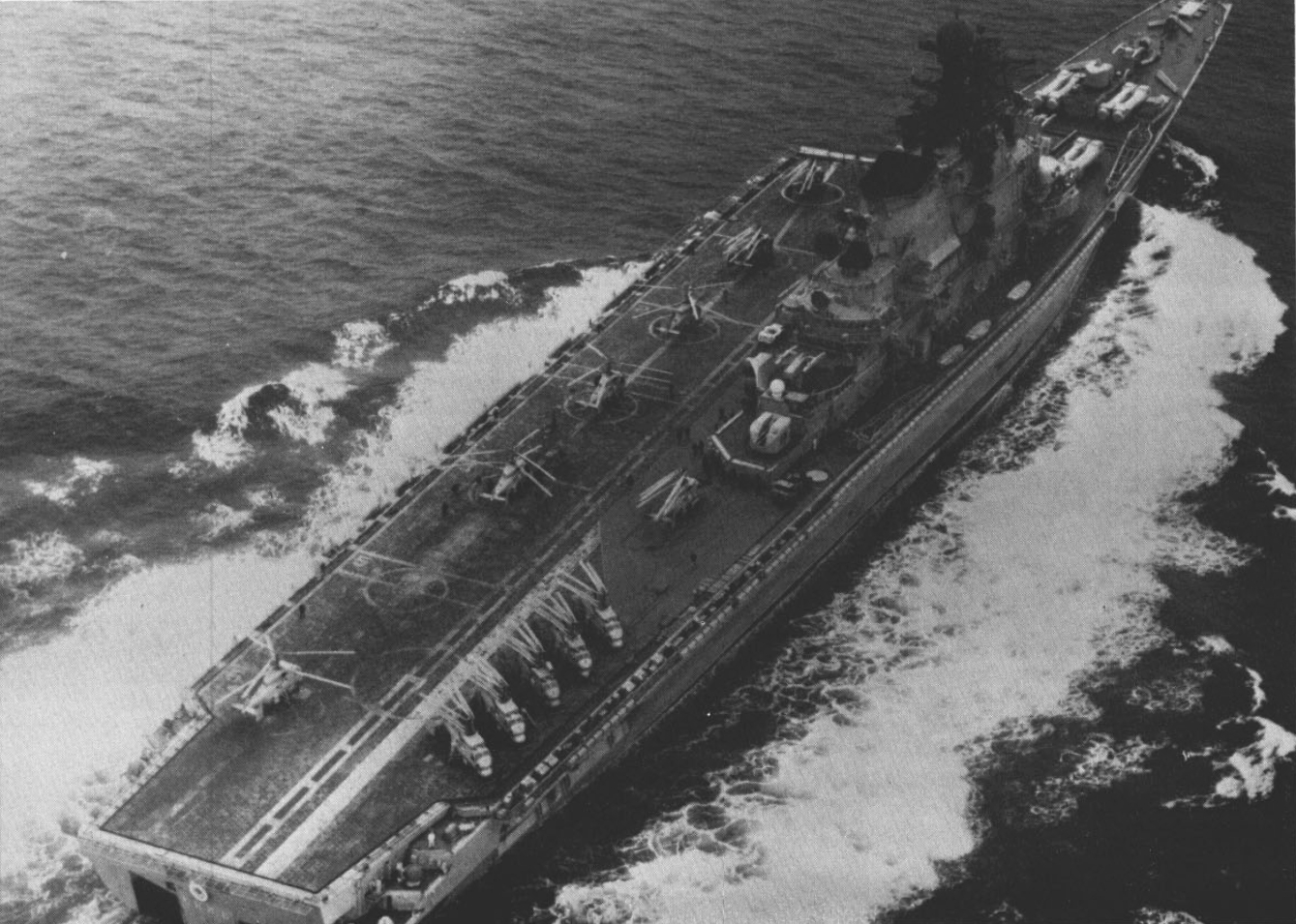
1981 год

В 1976—1982 годах ТАВКР «Киев» неоднократно нёс боевую службу в Атлантике и в Средиземном море:
- Первая боевая служба — с 16 июля по 10 августа 1976 года (переход к месту постоянного базирования).
- Учения «Север-77» — с 12 по 19 апреля 1977 года.
- Вторая боевая служба — с 20 декабря 1977 года по 4 апреля 1978 года в Атлантике и Средиземном море.
- Учения Северного флота — 4 августа 1978 года.
- Третья боевая служба — с 16 декабря 1978 года по 27 марта 1979 года (Северная Атлантика, Средиземное море). Во время похода на самолётах Як-38 было выполнено 355 полётов.
- Учения «Разбег-79»
- Четвёртая боевая служба — с 30 декабря 1979 года по 28 апреля 1980 года (Средиземное море)
- Пятая боевая служба — с 6 января по 15 марта 1981 года.
- Учения Черноморского флота
- Шестая боевая служба — с 17 июля по 18 сентября 1981 года, включая учения «Запад-81».
- Учения Северного флота
- Седьмая боевая служба — с 27 июля по 30 сентября 1982 года в Атлантике, Средиземном и Балтийском морях, включая учения «Щит-82».
- Появляется в советском фильме 1982 года «Случай в квадрате 36-80».

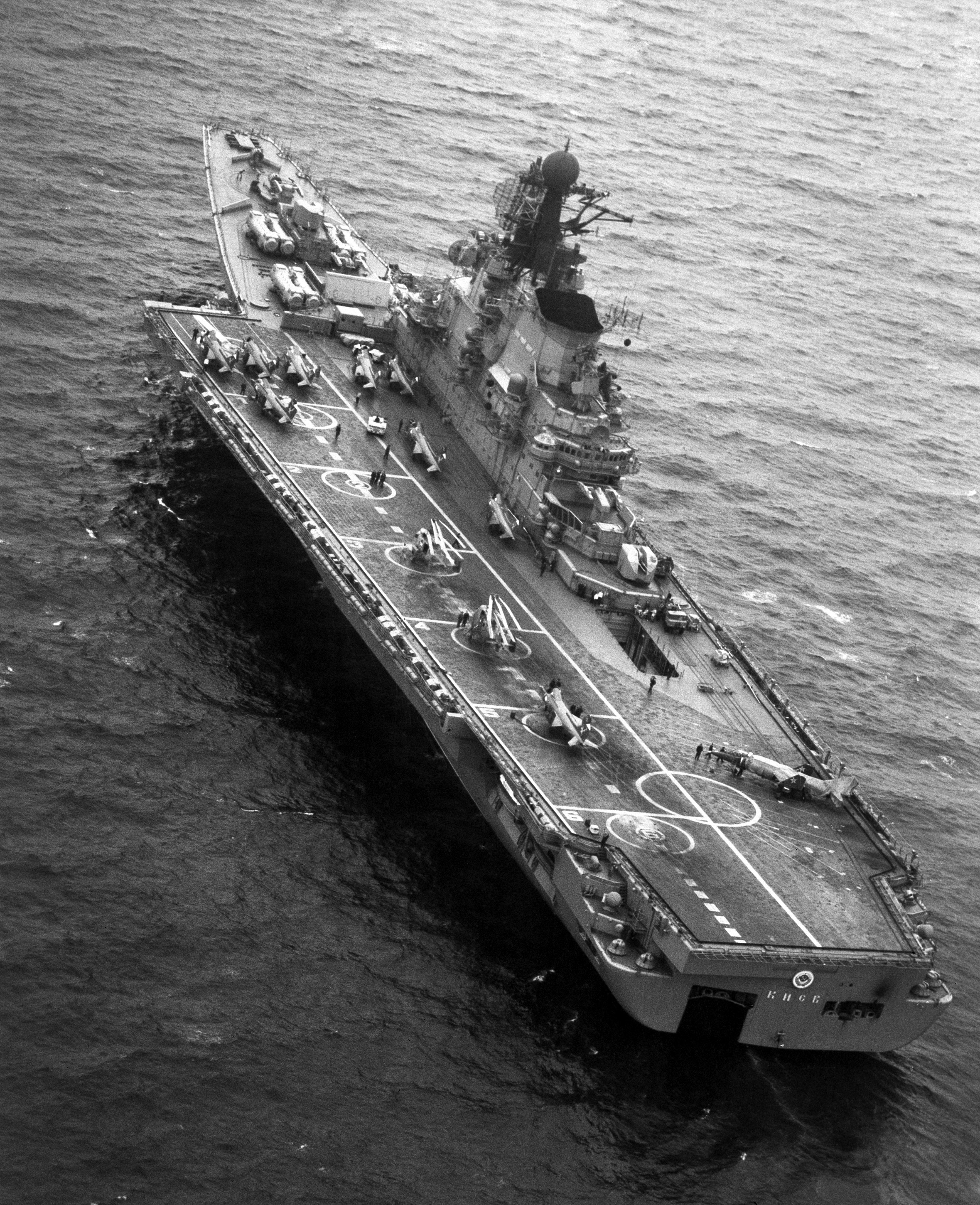
1985 год

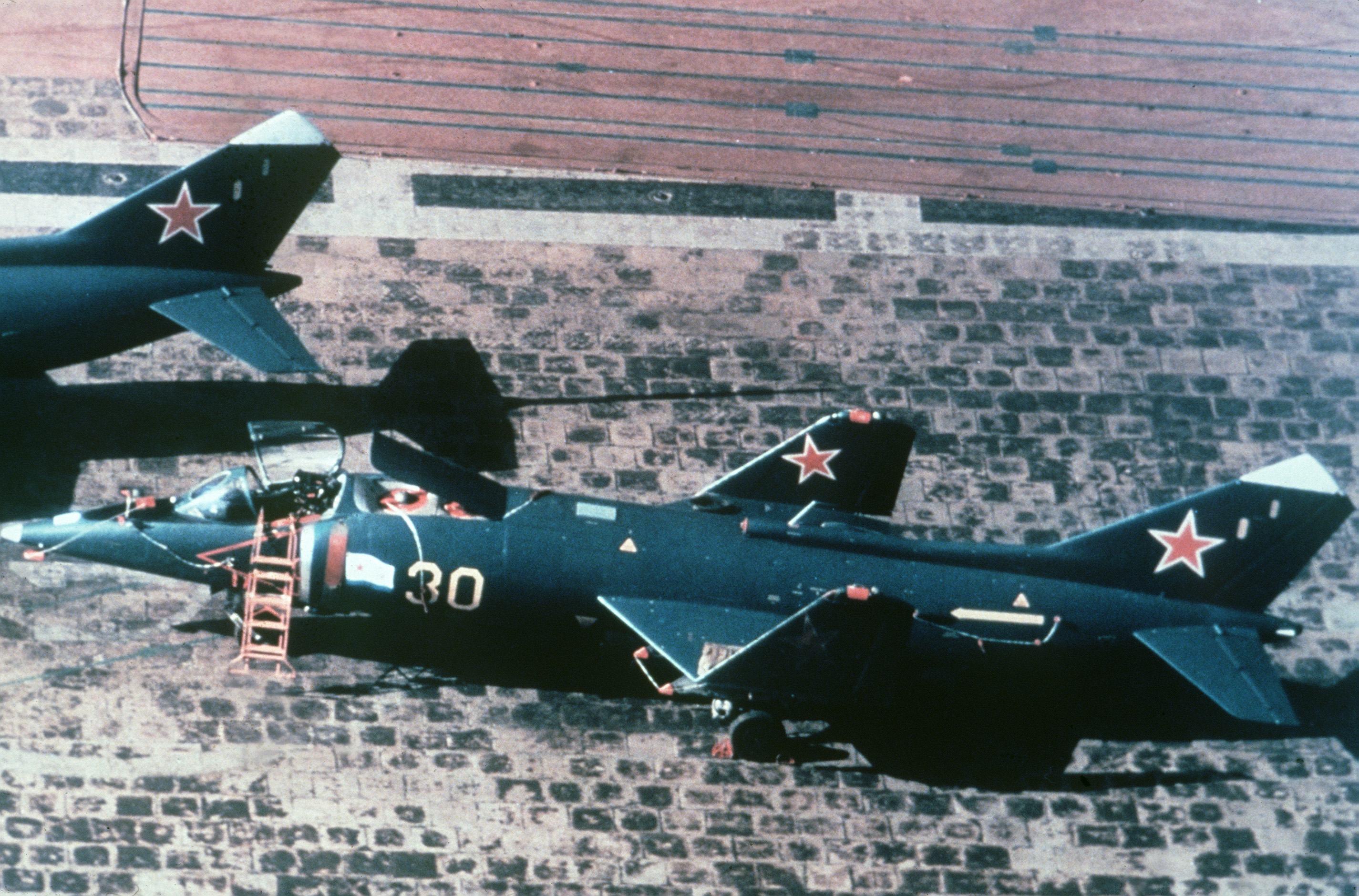
Як-38, 1986 год

В 1982—1984 годах ТАВКР прошёл средний ремонт на Черноморском судостроительном заводе, после чего продолжил нести службу:
- Восьмая боевая служба — с 20 марта по 4 июля 1985 года, включая учения «Атлантика-85». Находясь в мае 1985 года с визитом в Алжире, его экипаж узнал о награждении корабля орденом Красного Знамени за успехи в боевой подготовке.
- Девятая боевая служба — с 31 декабря 1985 года по 21 мая 1986 года. В 1986 году были только локальные выходы из базы для работы авиации.
- Десятая боевая служба — с 5 января по 24 июня 1987 года Средиземное море, заход в город Сплит (СФРЮ). При переходе в Средиземное море во время сильного шторма в Бискайском заливе с одного из кораблей сопровождения (ЭМ « Безупречный») пропал без вести матрос, трёхдневные поиски службой спасения результатов не дали. Рассматривался также вариант захода с дружественным визитом в город Триполи (Ливия), но впоследствии этот заход был осуществлён БПК «Адмирал Исаченков» и ЭМ « Безупречный». Из 8 силовых установок в строю удавалось поддерживать только 2 и потому рассматривался вопрос о переходе в Севастополь для ремонта. Однако корабль все же сумел вернуться своим ходом в базу приписки Североморск, после чего вскоре крейсер встал на тяжелый ремонт в сухой док п. Росляково.

21 марта 1990 года из-за нарушения мер безопасности при проведении сварочных работ на судоремонтном заводе Мурманска на корабле возник пожар, ликвидированный силами экипажа. Значительных повреждений оборудования и корпуса не допущено, личный состав не пострадал. 15 июня 1991 года произошёл ещё один пожар, в результате которого выгорело две каюты и повреждена часть служебных помещений.
Дальние походы ТАВКР «Киев» продолжались до конца 1991 года, после чего корабль был поставлен на отстой[где?].

### Вывод из боевого состава и продажа
В 1993 году, в связи с недостатком средств на эксплуатацию и ремонт, а также значительной выработкой ресурса вооружения, механизмов и оборудования, выведен из боевого состава флота, разоружён и продан[кем?] за 1,6 миллиона долларов неустановленным лицам, которые перепродали корабль уже за 8,2 миллиона долларов правительству КНР. 17 мая 2000 года началась буксировка корабля из пункта базирования Видяево в порт Тяньцзинь, где позднее он был переоборудован, как было объявлено официально, в корабль-музей.

## Binhai Aircraft Carrier Theme Park

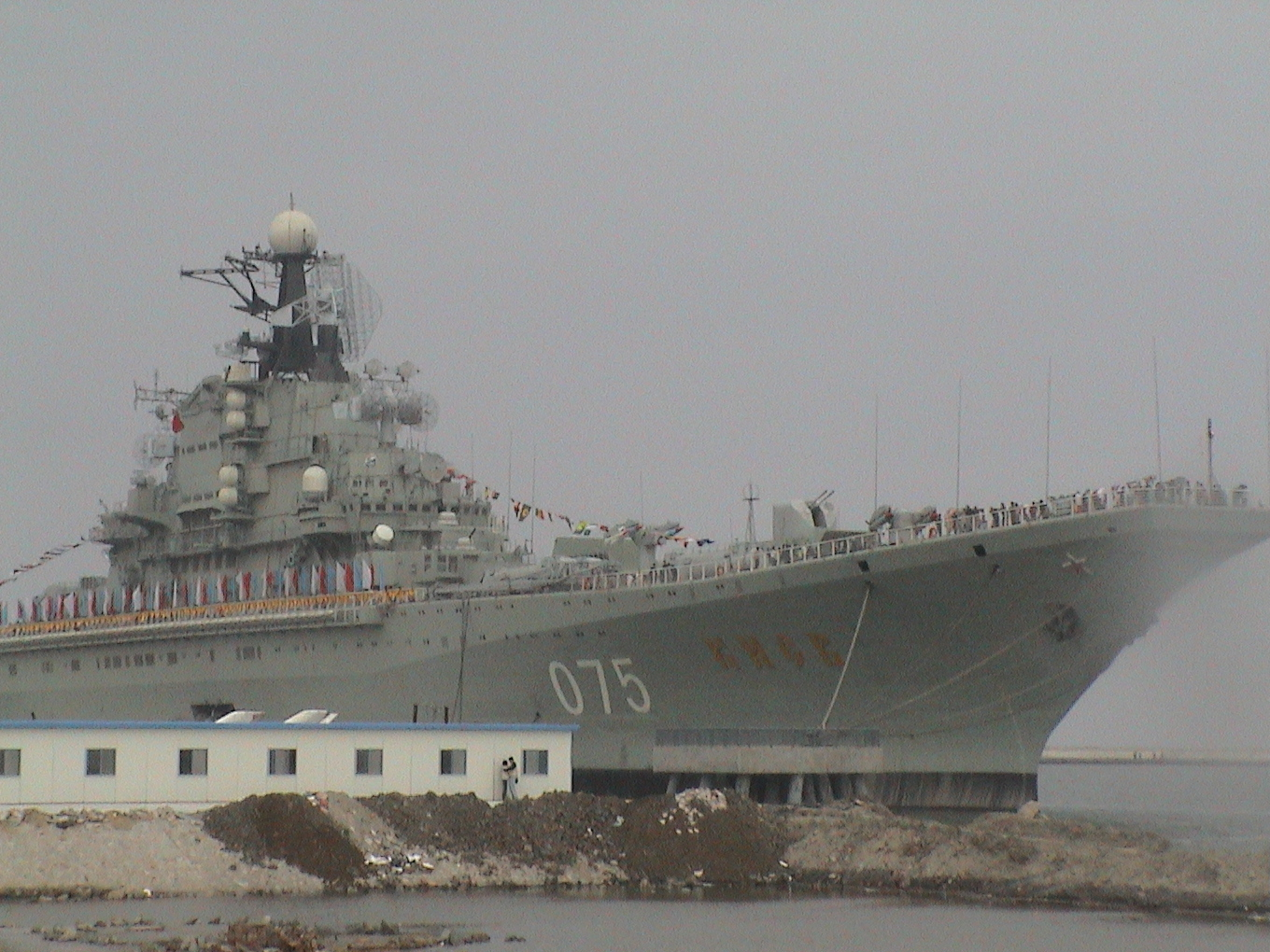
2004 год

В сентябре 2003 года корабль стал частью китайского тематического парка «Бинхай» (Binhai Aircraft Carrier Theme Park). Для него был построен специальный причал, с которого сделали центральный вход ведущий в вестибюль-холл на четвёртой палубе. Помещения на второй и третьей палубах оформлены как каюты и боевые посты с соответствующими информационными табличками и стендами, рассказывающими о боевом пути корабля и историю мирового авианосного кораблестроения. Макеты систем вооружения были выполнены с имитацией работы. На верхней палубе и в ангарах установлены макеты самолётов и вертолётов.
30 апреля 2004 года корабль был полностью открыт для посетителей. Обслуживающий персонал насчитывал до 100 человек. Стоимость входного билета на 2004 год составляла 110 юаней. Еженедельно комплекс посещали до 40 тыс. человек.

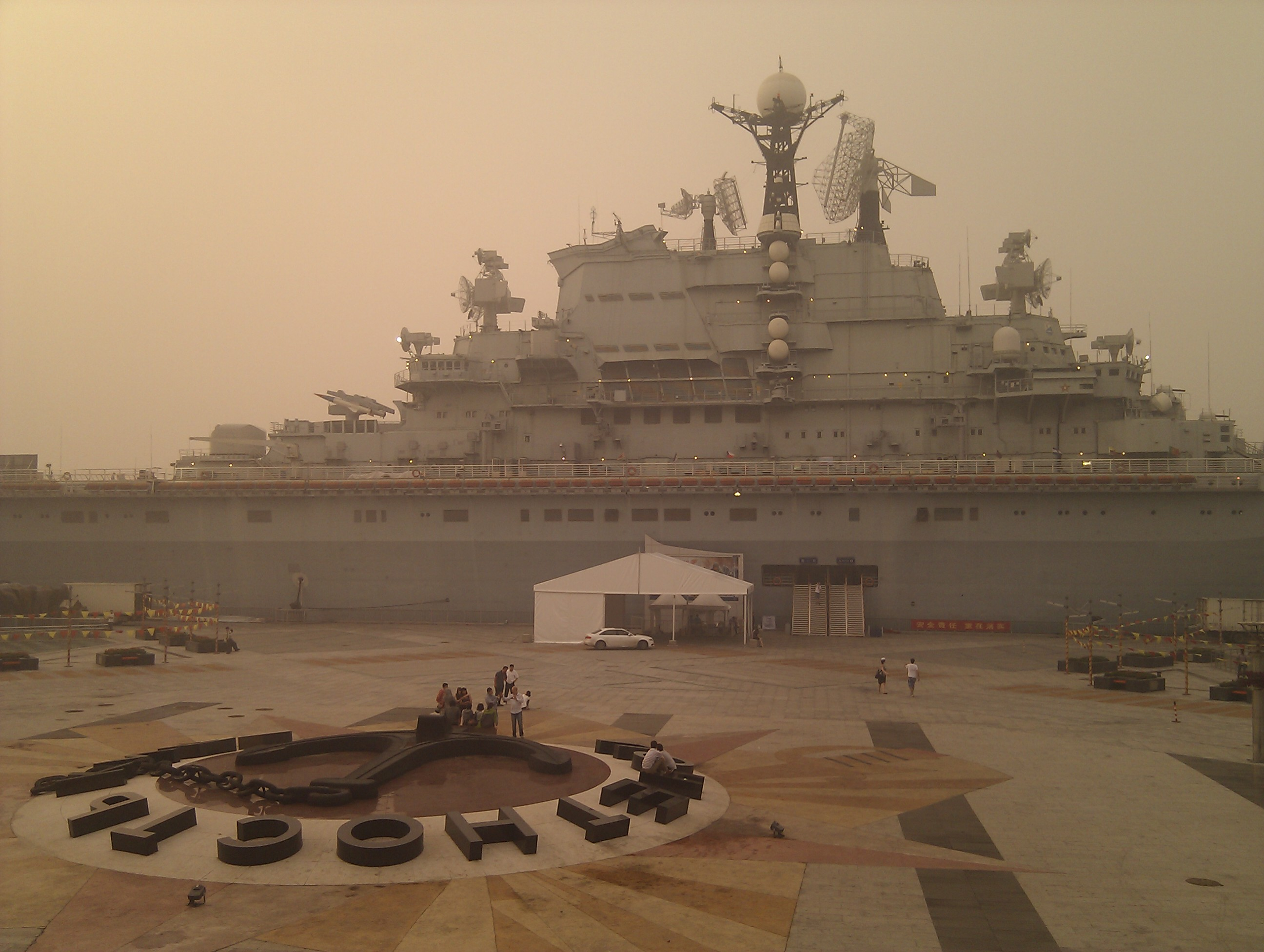
2011 год

В 2011 году комплекс был полностью переоборудован в роскошный отель на 148 номеров разной категории, в том числе и президентского класса, на что было потрачено около $15 млн долл. Снаружи корабль мало изменился — на палубе сохранилось вооружение, таким образом бывший ТАВКР «Киев» выполняет в парке Binhai сразу две функции: дополняет экспозицию в качестве примера военной техники СССР и принимает гостей, как оригинальный отель.